# Pojezierze Mrągowskie
Pojezierze Mrągowskie (842.82) – mezoregion fizycznogeograficzny w północno-wschodniej Polsce, w środkowej części Pojezierza Mazurskiego, zaliczany ze względu na typ mezoregionów do wysoczyzn młodoglacjalnych przeważnie z jeziorami w regionie nizin i obniżeń, przechodzący od północy w Nizinę Sępopolską, od wschodu w Krainę Wielkich Jezior Mazurskich, od południa w Równinę Mazurską i od zachodu w Pojezierze Olsztyńskie.
Obejmuje obszar około 1830 km². Charakteryzuje się południkowym ułożeniem ośmiu rynien lodowcowych, wypełnionych w większości przez jeziora, i niemal równoleżnikowym przebiegiem siedmiu pasm moren czołowych. 5% powierzchni stanowią jeziora, m.in. związane z rynnami polodowcowymi: Sasek Wielki o powierzchni 8,8 km², Łęsk – 1,2 km², Pierwój – 1,3 km², Stromek – 1,5 km², Babięty Wielkie – 2,5 km², Gielądzkie – 4,2 km², Lampackie – 2,8 km², Lampasz – 0,8 km², Dłużec – 1,2 km², Białe – 3,4 km².
Większe obszary zalesione znajdują się w południowej części mezoregionu, porastając piaski glacjofluwialne. Wysokości bezwzględne w wielu miejscach przekraczają 200 m, z punktem kulminacyjnym o wysokości 221 m n.p.m. W granicach mezoregionu utworzono rezerwaty przyrody, m.in.: „Zakręt”, „Królewska Sosna”, „Czaplisko Ławny Lasek”.
Na obszarze pojezierza położone są miasta Mrągowo, Szczytno i Reszel.